# Presbytis melalophos
Il presbite di Sumatra (Presbytis melalophos (Raffles, 1821)) è una specie di primate della tribù dei Presbytini.

## Descrizione

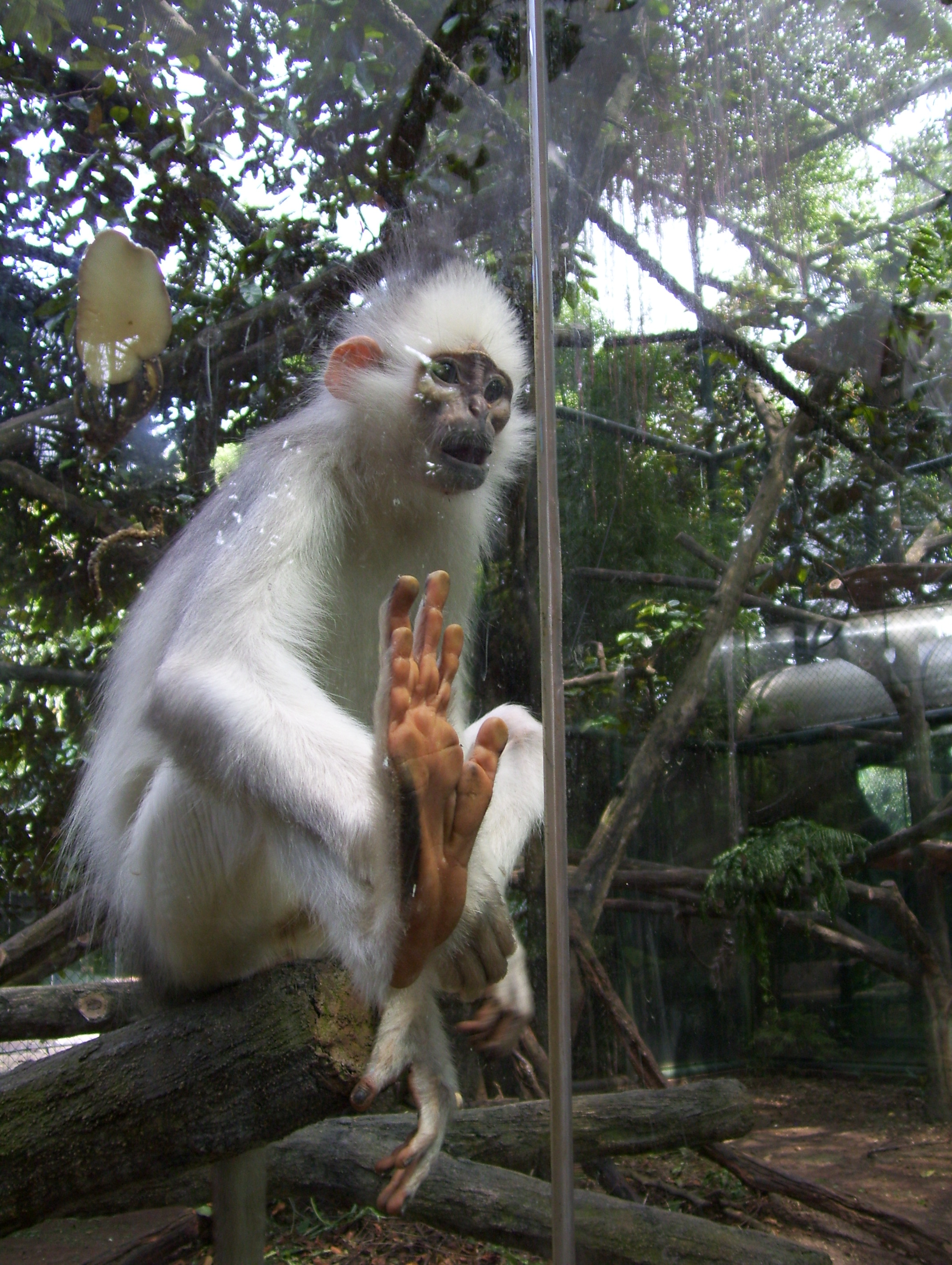
Esemplare della forma fluviatilis.

Come tutti i presbiti, il presbite di Sumatra è un primate relativamente piccolo e snello con lunghe zampe posteriori e una lunga coda. Il peso dei maschi varia tra 5,9 e 9 kg, quello delle femmine tra 5,2 e 8,9 kg. Presenta una lunghezza testa-tronco di circa 34-40 cm (maschi) o 26-40 cm (femmine) e ha una coda lunga 68-86 cm. Per quanto riguarda la colorazione, la specie è estremamente variabile. Di solito questi animali sono di colore rosso-arancio sul dorso, sulla parte esterna di braccia e gambe e sulla parte superiore della coda; le parti inferiori e l'interno di braccia e gambe sono di colore bianco, giallo o arancio chiaro. Le mani e i piedi sono arancioni. La sommità della cresta sul capo e la pelle glabra della faccia sono nere. Una forma nota come nobilis ha il manto color rosso volpe, la forma ferruginea è più marrone che rossa e la forma aurata ha una macchia nera sul petto, la punta della coda bianca e mani e piedi neri. Un'altra forma che si incontra vicino a Palembang è chiamata fluviatilis e presenta un manto particolarmente chiaro.

## Distribuzione e habitat
I presbiti di Sumatra vivono esclusivamente nella parte centro-meridionale dell'isola indonesiana di Sumatra. Il loro areale coincide grosso modo con i territori delle province di Bengkulu e Sumatra Occidentale. Il loro habitat sono le foreste; oltre alle foreste primarie di pianura, si incontrano anche nelle foreste di montagna dei monti Barisan. La IUCN classifica questa specie tra quelle in pericolo di estinzione; la principale minaccia, come per molti primati del Sud-est asiatico, è probabilmente la progressiva distruzione del loro habitat.

## Biologia
Questi primati sono creature diurne e arboricole. Si spostano procedendo a quattro zampe o saltando. Vivono in gruppi di 5-8 esemplari; di solito questi sono composti da un maschio, da diverse femmine e dalla loro prole, ma vi sono anche gruppi con più maschi o gruppi di soli maschi («gruppi di scapoli»). I presbiti di Sumatra sono vegetariani: la loro dieta consiste principalmente di foglie, ma mangiano anche frutti acerbi, fiori e semi. Come tutti i Presbytini, hanno uno stomaco multicamerato che li aiuta ad assimilare meglio il cibo ingerito.

## Tassonomia
Il genere dei presbiti (Presbytis) ha subito una grande quantità di radiazioni adattative, probabilmente correlate alle fluttuazioni del livello del mare durante l'era glaciale. Oggi ne vengono distinte numerose specie e sottospecie, la cui esatta determinazione sistematica è piuttosto difficile da determinare. Il presbite di Sumatra venne descritto come Simia melalophos dall'esploratore britannico Thomas Stamford Raffles già nel 1821, ma si dovette aspettare fino agli anni '70 affinché venisse riconosciuto come una specie distinta dal presbite della Sonda. Alcuni sistematici, come Geissmann (2003), suddividono la specie in quattro varianti distinte in base al colore del mantello: giallo, marrone, grigio e rosso; la classificazione qui utilizzata, comunque, segue Handbook of the Mammals of the World (2013) e riconosce il presbite nero (P. sumatrana), il presbite bianconero (P. bicolor) e il presbite dalla mitria (P. mitrata) come specie diverse dal presbite di Sumatra.